# Proscopia sajax
Proscopia sajax är en insektsart som beskrevs av Scudder, S.H. 1869. Proscopia sajax ingår i släktet Proscopia och familjen Proscopiidae. Inga underarter finns listade i Catalogue of Life.